# Pterolophia tricoloripennis
Pterolophia tricoloripennis là một loài bọ cánh cứng trong họ Cerambycidae.